# عبد العزيز الدراوردي
أبو محمد عبد العزيز بن محمد بن عبيد بن أبي عبيد المدني الدراوردي، محدث من تابعي التابعين، يعده علماء الجرح والتعديل من الثقات وربما يهم في حديثه، أو يسيء الحفظ، قال الإمام أحمد: كان الدراوردي إذا حدث من حفظه يهم، وإذا حدث من كتابه فنعم. توفي الدراوردي سنة سبع وثمانين ومائة بالمدينة.

## روايته للحديث
- حدث عن: صفوان بن سليم، وأبي طوالة عبد الله، ويزيد بن الهاد، وأبي حازم الأعرج، وثور بن زيد، والعلاء بن عبد الرحمن، وعمرو بن أبي عمرو، وسهيل بن أبي صالح، وشريك بن أبي نمر، وجعفر الصادق، ومحمد بن عبد الله الديباج وجماعة .
- روى عنه: شعبة بن الحجاج، وسفيان الثوري، وهما أكبر منه، وإسحاق بن راهويه، وويعقوب الدورقي، وعلي بن خشرم، وأبو حذافة السهمي، وأحمد بن عبدة، وأحمد بن القاسم الزهري وخلق كثير.

## الجرح والتعديل
- أبو حاتم الرازي: محدث.
- أبو حاتم بن حبان البستي: كان يخطئ.
- أبو زرعة الرازي: سيئ الحفظ فربما حدث من حفظه الشيء فيخطئ
- أحمد بن حنبل: إذا حدث من كتابه فهو صحيح وإذا حدث من كتب الناس وهم.
- أحمد بن شعيب النسائي: ليس بالقوي ومرة: ليس به بأس.
- أحمد بن صالح الجيلي: ثقة.
- ابن حجر العسقلاني: صدوق كان يحدث من كتب غيره فيخطئ، ومرة: روى له البخاري حديثين قرنه فيهما بغيره.
- زكريا بن يحيى الساجي: من أهل الصدق والأمانة إلا أنه كثير الوهم.
- علي بن المديني: عندنا ثقة، ثبت.
- مالك بن أنس: كان يوثقه.
- محمد بن سعد كاتب الواقدي: ثقة كثير الحديث يغلط.
- مصنفوا تحرير تقريب التهذيب: ثقة.
- معن بن عيسى الفزاز: يصلح أن يكون أمير المؤمنين.
- يحيى بن معين: ليس به بأس، ومرة: ثقة حجة.[3]